# Plain de Suzâne
Le Plain de Suzâne est un sommet de la côte d'Or, dans le département du même nom. Il s'élève à 602 mètres d'altitude.
Il est l'un des plus hauts sommets du massif et domine la vallée de l'Ouche d'une hauteur de plus de 300 mètres.

## Géographie
Il est situé sur le territoire de la commune de Fleurey-sur-Ouche. À l'est, la grange du Leuzeu date de 1274 et s'élève à 430 m ; au nord se trouve la rente de Collonges,.